# Универсариум
Универсариум — российская система электронного онлайн-образования, построенная по технологии массовых открытых онлайн-курсов.

## О проекте
Старт проекта состоялся 23 декабря 2013 года.
В системе представлены бесплатные образовательные курсы преподавателей ряда университетов страны (Московского государственного университета им. Ломоносова, Московского Физико-технического института, Российского экономического университета им. Плеханова и других), а также российских научных центров. Основные направления, по которым создаются и будут разрабатываться курсы — химия, физика, математика, экономика, программирование, астрономия, биология. Особое внимание уделено межфакультетским курсам, и курсам, находящимся «на стыке» дисциплин. На первом этапе проекта преподавание предполагается на русском языке, на следующих этапах планируется развитие проекта за рубеж и перевод курсов на основные европейские языки.
В отличие от систем дистанционного обучения, использующихся в российских университетах, Универсариум предлагает полноценные бесплатные курсы, выполненные по образовательным стандартам электронного обучения, которые включают видеолекции (как базовый элемент введения в курс и представления знаний), самостоятельные задания, домашние задания, тесты, групповую работу и итоговую аттестацию.
Проект реализуется при поддержке РИА Наука и Агентства стратегических инициатив.

## Технологическая платформа и формат курсов
Структурной единицей курса является модуль. Длительность модуля составляет 1 неделю. Рабочее время модуля (время работы над каждым модулем для слушателя курса) составляет 2-12 академических часов (в среднем 6-8), в зависимости от сложности модуля и курса. Длительность типового курса (время изучения курса) составляет 6-12 модулей (недель).
Каждую неделю слушателю доступна новая тема в ходе изучения которой он должен прослушать видеолекции, выполнить самостоятельную и домашнюю работу, пройти тестирование. Возможно две формы использования платформы: прослушивание видеолекций, без выполнения дополнительных заданий (система фиксирует, что слушатель прослушал курс), полноценное обучение с выполнением всех задач в рамках курса (по окончании выдается сертификат о прохождении обучения).

## Критика
Участники и эксперты образовательного рынка в России отмечают наличие ряда сложностей в реализации проекта, связанных с наличием конкуренции в виде существующих зарубежных систем онлайн-образования и инертностью российской академической среды. По мнению руководителя бизнес-инкубатора МГУ и одного из лекторов «Универсариума» Юрия Митина для повышения значимости ресурса к работе необходимо пригласить преподавателей из европейских и американских вузов.

## Награды

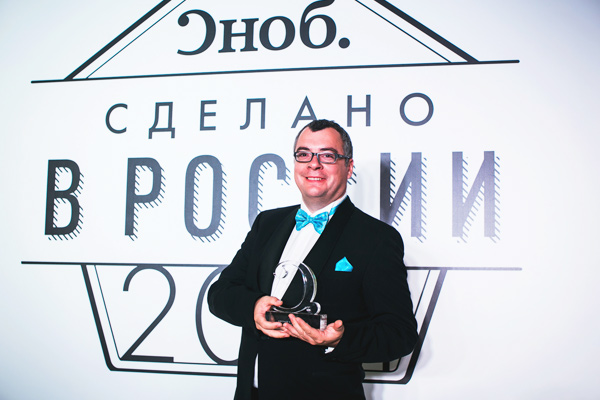
Основатель проекта «Универсариум» Дмитрий Гужеля

В 2014 году «Универсариум» стал победителем премии «Сделано в России» проекта «Сноб» в номинации «Образование».